# Aeaea (bướm đêm)
Aeaea là một chi bướm đêm thuộc họ Cosmopterigidae.